# Сгарбина (Павија)
Сгарбина је насеље у Италији у округу Павија, региону Ломбардија.
Према процени из 2011. у насељу је живело 125 становника. Насеље се налази на надморској висини од 116 м.